# Iksookimia yongdokensis
Iksookimia yongdokensis är en fiskart som beskrevs av Kim och Park, 1997. Iksookimia yongdokensis ingår i släktet Iksookimia och familjen nissögefiskar. Inga underarter finns listade i Catalogue of Life.